# Peride Celal
Peride Celal (Estambul, Imperio otomano, 10 de junio de 1916 - Estambul, Turquía, 17 de junio de 2013) fue una novelista turca.

## Biografía
Nacida en Estambul, completó la educación secundaria en Samsun. Pasó la mayor parte de su niñez en Anatolia. Tras volver a Estambul, Celal trabajó en Elektrik Şirketi, una empresa de suministro de energía eléctrica. En 1944, se mudó a Suiza para trabajar como asistente en el gabinete de prensa de la embajada de Turquía en Berna. Más tarde, retornó de nuevo a Turquía, donde sirvió a la agencia gubernamental de prensa (en turco: Basın Yayın Kurumu). Además, trabajó para el periódico Yeni İstanbul.
Celal adquirió de su madre su pasión por la literatura y comenzó a escribir a una edad temprana. Su primera historia, Ak Kiz, fue publicada en el semanal Yedigün en 1935. Tras esta, Celal continuó redactando y consiguió que se publicaran más historias, reportajes y novelas suyas en los periódicos de Son Posta, Cumhuriyet, Tan y Milliyet. Su carrera literaria se puede dividir en dos partes: durante la primera mitad, escribió principalmente novelas románticas; en la segunda, se centró en las vidas de la burguesía turca.
Peride Celal falleció el 17 de junio de 2013 a los 97 años de edad. La única descendiente es su hija Zeynep Ergun, que fue la coordinadora del departamento de Lengua y Literatura Inglesa en la Universidad de Estambul.

## Reconocimientos
En 1977, fue reconocida con el premio turco de literatura Sedat Simavi por su novela Üç Yirmi Dört Saat, la que escribió junto a Fazıl Hüsnü Dağlarca. Asimismo, en 1991 recibió el premio Orhan Kemal por Kurtlar.
En 1996, Selim İleri publicó un libro en el que presentaba a la autora. Este había sido editado por otros 19 escritores turcos.

## Obras

### Novelas
- Sönen Alev (1938)
- Yaz Yağmuru (1940)
- Ana Kız (1941)
- Kızıl Vazo (1941)
- Ben Vurmadım (1941)
- Atmaca (1944)
- Aşkın Doğuşu (1944)
- Kırkıncı Tepe (1945)
- Dar Yol (1949)
- Üç Kadının Romanı (1954)
- Kırkıncı Oda (1958)
- Gecenin Ucundaki Işık (1963)
- Güz Şarkısı (1966)
- Evli Bir Kadının Günlüğünden (1971)
- Üç Yirmidört Saat (1977)
- Kurtlar (1990)
- Deli Aşk (2002)

### Historias
- Jaguar (1978)
- Bir Hanım Efendinin Ölümü (1981)
- Pay Kavgası (1985)